# Парастезија
Парастезија је халуцинација у области чула додира која се састоји у погрешној локализацији места боцкања или у доживљају сензације свраба, пецкања, „гамизања мрава” или голицања у одсуству деловања одговарајућих дражи на рецепторе. У патолошком виду среће се у неким случајевима хистерије, хипохондрије или код психоза.